# Cordulephya
Cordulephya is een geslacht van libellen (Odonata) uit de familie van de glanslibellen (Corduliidae).

## Soorten
Cordulephya omvat 4 soorten:
- Cordulephya bidens Sjöstedt, 1917
- Cordulephya divergens Tillyard, 1917
- Cordulephya montana Tillyard, 1911
- Cordulephya pygmaea Selys, 1870